# 東備バス
東備バス（とうびバス、Tobi Bus Co.,Ltd.）は、かつて岡山県瀬戸内市にあった両備ホールディングスの分社子会社で、乗合バス（岡山市東区西大寺地区と瀬戸内市にバス路線を持つ）・貸切バス・タクシーの各事業を行う事業者である。2024年10月1日、両備ホールディングスに合併した。一般社団法人日本バス協会の会員になっていない。
2001年4月1日に両備バス・シビルバスカンパニー（現在の両備ホールディングス・両備バスカンパニー）西大寺営業所担当路線のうち、西大寺バスセンターから西大寺地区東部（神崎・久々井・宝伝・宿毛）、邑久町・牛窓町（現在の瀬戸内市）方面と邑久町・牛窓町の各町内のバス路線の運行委託を受けて運行を開始した。
2009年10月1日には、同じ両備グループの牛窓タクシーを吸収合併してタクシー事業を開始するとともに、社内カンパニー制（バスカンパニーとタクシーカンパニーの2部門）を導入した。
岡山三菱ふそう自動車販売を系列に持つことから、バスはすべて三菱ふそう製である。
岡山県共通バスカードが利用可能だったが、2008年10月1日の同カード廃止に伴い、取扱終了となった。
非接触式ICカードシステムHarecaが使用できる。
2024年10月1日、両備ホールディングスに合併。両備ホールディングス株式会社　両備バスカンパニー東備営業所として再出発することとなった。

## バスカンパニー

### 車庫所在地
- バスカンパニー車庫

岡山県瀬戸内市牛窓町牛窓3911番地の37
- バスカンパニー瀬溝車庫（虫明・長島愛生園線用・2022年4月に瀬戸内市営バスに移管されたがそのまま使用）

岡山県瀬戸内市邑久町虫明

### 主なターミナル
- 西大寺バスセンター（旧西大寺鉄道西大寺市駅）
- 西大寺駅
- 邑久駅

### 路線バス
牛窓（神崎・南回り）西大寺線
- 303 東区役所前〜西大寺バスセンター〜西大寺駅〜旭川荘吉井川キャンパス前〜神崎〜ほんぶしん前〜宿毛〜鹿忍〜紺浦（牛窓支所前）〜牛窓
  - 平日の一部便は東区役所前発着。

西脇線
- 307 牛窓〜紺浦（牛窓支所前）〜鹿忍〜西脇〜子父雁入口 （瀬戸内市立牛窓西小学校登校日のみ運行）

その他、瀬戸内市営バスのうち4路線（牛窓 - 邑久駅線、西脇 - 邑久駅線、虫明・長島愛生園線、牛窓中央線）を受託運行している。

#### 過去にあった路線
廃止路線・系統は非常に多数有り、ここでは近年廃止されたものや主なものに限り掲載する。

##### 瀬戸内市営バスへ移管された系統
瀬戸内市営バスへ移管された系統は、そのまま運行は受託しているが料金体系などが異なるためにICカードのHarecaの他全国相互利用サービス対応のICカード（10カード）は利用できないが、専用回数券が販売されている。
上山田線
- 尾張〜瀬戸内市民病院〜夢二生家記念館前〜上山田東 （瀬戸内市立邑久小学校登校日のみ運行）

玉津線
- 瀬戸内市民病院〜千町～山田入口・夢二生家前〜石仏～大土井〜岩花〜尻海入口～尻海

虫明・長島愛生園線
- 邑久駅〜尾張〜瀬戸内市民病院〜夢二生家記念館前〜岩花〜尻海〜岩花〜福谷西〜虫明〜瀬溝〜愛生園
  - 2022年3月をもって市営（虫明・長島愛生園線）に移管された。

牛窓（尾張・北回り）西大寺線
- 西大寺バスセンター〜旭川荘吉井川キャンパス前〜健幸プラザ前〜大富〜邑久駅〜尾張〜瀬戸内市民病院入口〜夢二生家記念館前〜小津〜紺浦（牛窓支所前）〜牛窓
  - 2022年9月をもって西大寺バスセンター〜大富間は廃止、大富〜邑久駅間は市営（既存の大富 - 邑久駅線（南）、大富 - 邑久駅線（北）。ツルヤタクシーが受託）、邑久駅〜牛窓間は市営（牛窓中央線）に移管された。

##### 廃止された系統
宝伝・久々井線
- 西大寺バスセンター〜西大寺駅〜旭川荘吉井川キャンパス前〜神崎〜ほんぶしん南〜水門掛座〜久々井〜西宝伝〜東宝伝

西宝伝で1往復を除いて犬島渡船（朝日漁港〜犬島港間）に連絡（犬島アートプロジェクト開催日は全便接続）。
東区役所線
- 西大寺バスセンター〜（ノンストップ）〜東区役所前 （平日のみ運行）
  - 宝伝線が廃止される2022年3月をもって両備バス]の運行へ変わった。

## タクシーカンパニー

### 車庫所在地
- タクシーカンパニー車庫

岡山県瀬戸内市牛窓町牛窓3911番地の54

## 関連会社
- 両備ホールディングス
- 岡山両備タクシー